# Саржант, Этель
Этель Саржант (англ. Ethel Sargant, 28 октября 1863 — 16 января 1918) — британская учёная-ботаник.

## Биография
Этель была третьей дочерью выпускника английской юридической школы «Линкольнс-Инн» Генри Саржанта и Эммы Бил. Её сестра, Мэри Саржант Флоренс, была художницей. Училась в Университетской школе Северного Лондона, а в 1881—1885 гг. — в кембриджском колледже Гертон.
Несколько лет работала как ботаник на дому, а в 1892—1893 гг. — в лаборатории Джорделла в Кью-Гарденс под началом доктора Д. Х. Скотта. В дальнейшем изучала структуру семян, в 1907-м году читала курс лекций по ботанике в Лондонском университете и была руководителем секции ботаники на форуме Британской ассоциации в Бирмингеме в 1913-м году.
В 1912-м году переехала жить в Олд-Ректори в кембриджском предместье Гертон, где в 1913-м году её выбрали почетным членом колледжа Гертон, а в 1918-м — президентом Федерации женщин-преподавательниц.
Во время Первой Мировой войны составила реестр женщин-преподавательниц, имеющих квалификацию, достаточную для выполнения работ государственной важности. Впоследствии этот реестр был передан министерству труда.
Свою библиотеку по ботанике и книжные шкафы она завещала колледжу Гертон. В 1919-м году друзья Этель Саржант основали в память о ней стипендию её имени, выдаваемую на исследования в области естественных наук.